# 滨河帕尔马
滨河帕尔马（西班牙語：Palma del Río），是西班牙安达卢西亚自治区科尔多瓦省的一个市镇。总面积200平方公里，总人口19072人（2001年），人口密度95人/平方公里。

## 地理
滨河帕尔马地处赫尼爾河和瓜达尔基维尔河交汇地带。以盛产橙子而闻名。

## 人口
| 滨河帕尔马             |
|                        |
| 来源：西班牙国家统计局 |

## 著名人物
- 胡安·罗德里格斯·卡布里略